# ألان ويليام
ألان ويليام (بالإنجليزية: Alan Hale)‏ هو سياسي أمريكي، ولد في 24 فبراير 1953 في الولايات المتحدة، وتوفي في 23 أبريل 2016 في نفس البلد. حزبياً، نشط في الحزب الجمهوري. وقد انتخب عضو مجلس نواب مونتانا.